# Саншајн Коуст
Саншајн Коуст (енгл. Sunshine Coast) је мегалополис у Квинсленду у Аустралији. Саншајн Коуст је десети град по броју становника у Аустралији.